# Зёльден (Австрия)
Зёльден (нем. Sölden) — коммуна в Австрии, в федеральной земле Тироль, расположена в долине Эцталь.
Входит в состав округа Имст. Площадь общины составляет 466,89 км², население — 2955 человек (1 января 2021), плотность населения — 7 чел./км². Официальный код — 70220.
Зёльден с 2002 года является традиционным местом первого этапа Кубка мира по горнолыжному спорту: сезон стартует в конце октября.

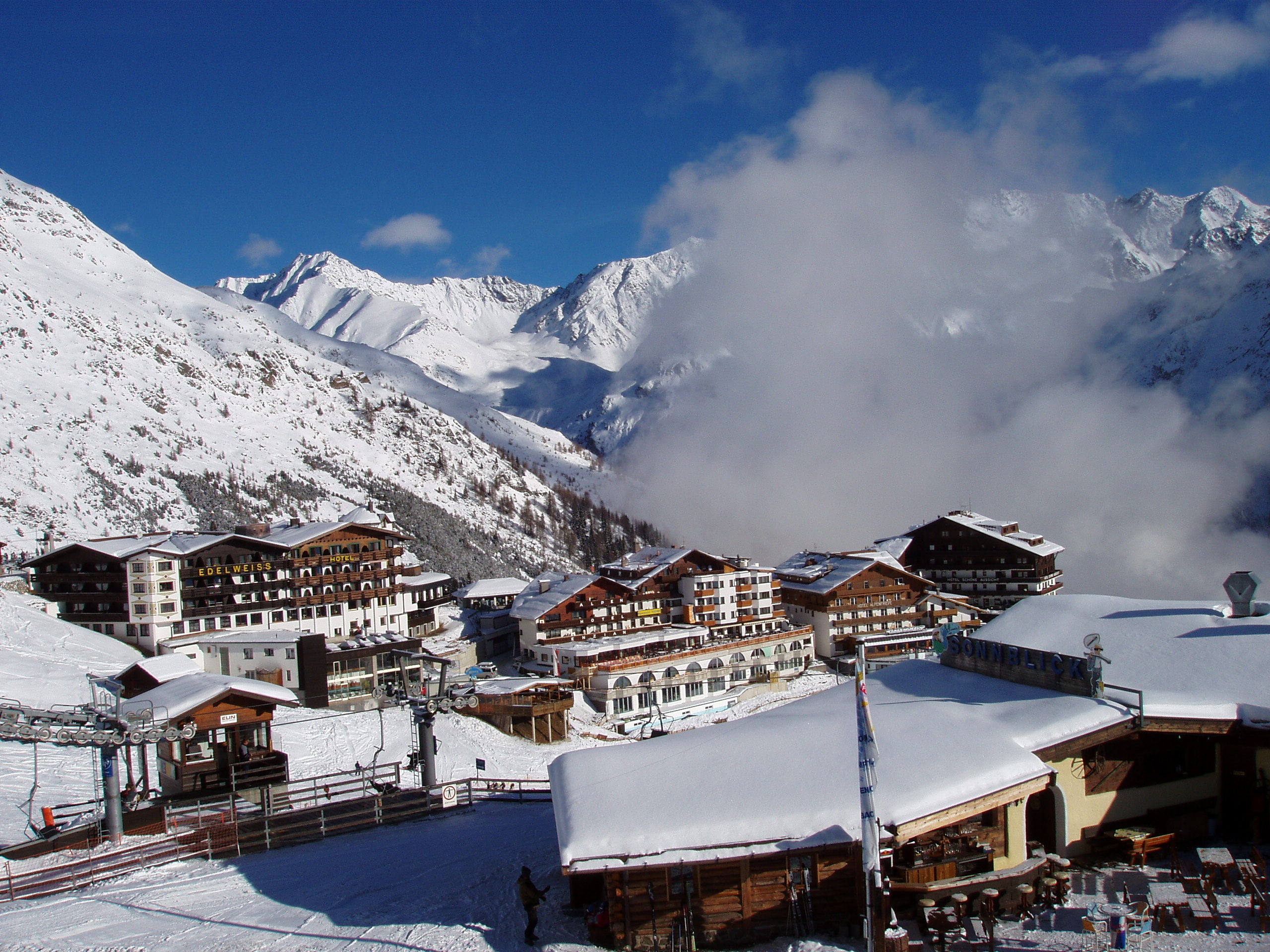
Зёльден, посёлок Хохзёльден

## Население
| Год  | Численность |
| ---- | ----------- |
| 1869 | 968         |
| 1889 | 1054        |
| 1890 | 1080        |
| 1900 | 1070        |
| 1910 | 1095        |
| 1923 | 1098        |
| 1934 | 1407        |
| 1939 | 1604        |
| 1951 | 1660        |
| 1961 | 1886        |
| 1971 | 2372        |
| 1981 | 2499        |
| 1991 | 2738        |
| 2001 | 3066        |
| 2011 | 3365        |
| 2021 | 2955        |

## Политическая ситуация
Бургомистр коммуны — Эрнст Георг Шёпф по результатам выборов 2004 года.
Совет представителей коммуны (нем. Gemeinderat) состоит из 15 мест.

## Туризм и спорт
Зёльден является одним из самых известных горнолыжных курортов Австрии с общей протяжённостью трасс в 144 км. Благодаря леднику горнолыжный курорт открывается уже в сентябре и работает до начала мая. Зёльден — единственный курорт в Австрии, где можно подняться сразу на три вершины высотой более 3000 метров. Ежегодно на курорте проходит этап кубка мира по горным лыжам.

## Достопримечательности
- Дорога Тиммельсйох (нем. Timmelsjoch) или Пассо дель Ромбо (итал. Passo del Rombo), соединяющая долину Эцталь с долинами Пассирия (итал. Val Passiria) и Мерано в итальянской провинции Больцано, является самой высокогорной дорогой Восточных Альп — 2509 м. Дорога открыта с июня по октябрь.
- Водяная мельница, которой более 150 лет, полностью отреставрирована в 1990 году и полностью функционирует. Сейчас в ней расположен музей.
- Монумент, посвящённый Огюсту Пикару. Установлен в 1989 году в память приземления стратостата Пиккара на ледник Гургль 27 мая 1931 года.
- Церковь Св. Яна Непомука, построенная в 1726 году в деревне Обергургль, считается самой высокогорной приходской церковью в Европе.
- Заповедный высокогорный реликтовый сосновый лес Цирбенвальд (нем. Zirbenwald), занимает 20 га на высоте от 1950 до 2180 м. В 1963 году он объявлен национальным природным памятником.
- В 1991 году в леднике Симилаун туристами была найдена хорошо сохранившаяся, вмороженная в лёд, мумия человека, жившего примерно 3300 лет до н. э., которую прозвали Эци. В честь находки установлен памятный знак.
- Церквушка на горе Роткёгль на высоте 2700 метров, построенная в 1956 году, как гласит установленная в ней табличка, неким Гансом Фендером, исполняя данный им обет, в благодарность за счастливое возвращение из России (вероятно, из плена).